# Phiara flava
Phiara flava är en skalbaggsart som beskrevs av Brenske 1897. Phiara flava ingår i släktet Phiara och familjen Melolonthidae. Inga underarter finns listade i Catalogue of Life.